# Parc national de Missolonghi-Etolikó
Le parc national des lagunes de Missolonghi-Etolikó, des cours inférieurs et estuaires de l'Achelóos et de l'Évinos et des îles Echinádes (en grec moderne : Εθνικό Πάρκο λιμνοθαλασσών Μεσολογγίου-Αιτωλικού, κάτω ρου και εκβολών ποταμών Αχελώου και Ευήνου και νήσων Εχινάδων) est un parc national de Grèce situé à l'extrémité nord-ouest du golfe de Patras. Créé en 2006, il englobe le plus grand complexe lagunaire du pays.

## Géographie

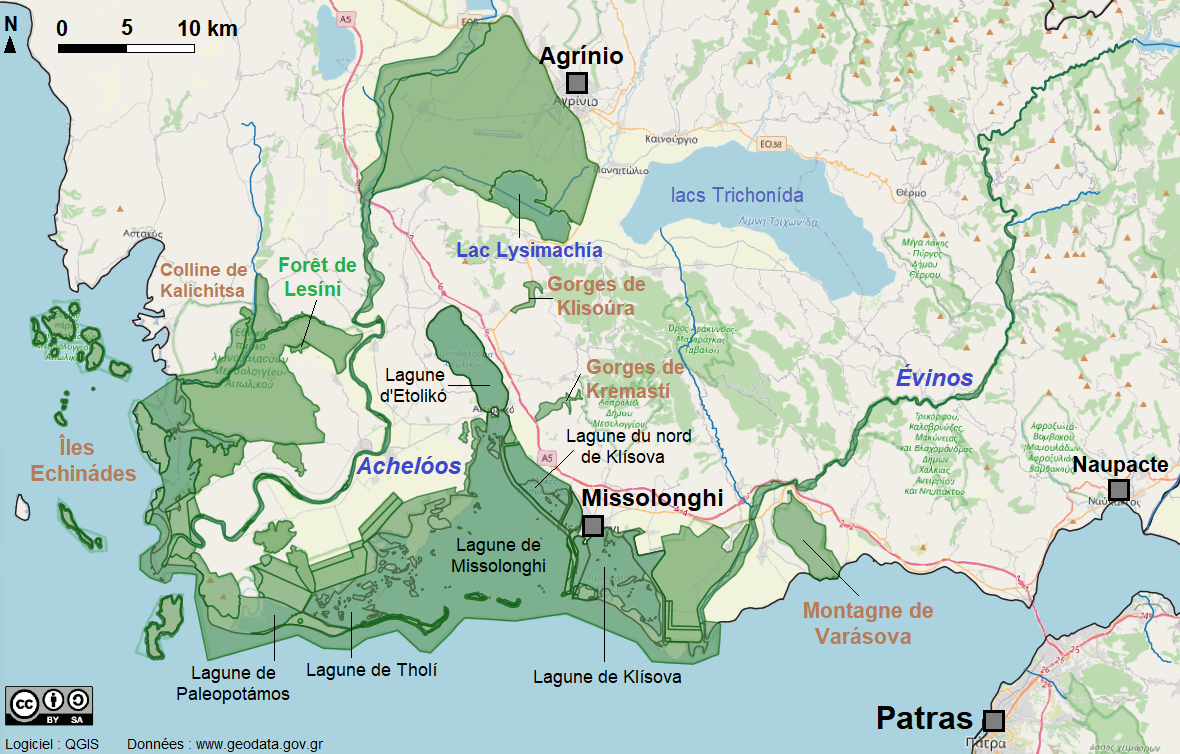
Emprise du parc national des lagunes de Missolonghi-Etolikó en vert.

Sur la côte septentrionale du golfe de Patras, le parc national des lagunes de Missolonghi-Etolikó forme un territoire composite aux caractéristiques naturelles diverses, :
- l'Achelóos, l'un des principaux fleuves de Grèce séparant l'Acarnanie de l'Étolie, a façonné la partie occidentale du parc. Son delta dans la mer Ionienne offre des paysages de plaines fertiles, de forêts riveraines et de zones humides. Quelques collines émergent cependant, vestiges d'anciennes îles aujourd'hui rattachées au continent par les alluvions du fleuve. Le parc national englobe également le cours inférieur de l'Achelóos depuis le barrage de Strátos (en), en passant par la plaine d'Agrínio et le lac Lysimachía.
- l'Évinos et son cours sinueux forme la partie orientale de la zone protégée sur près de 75 km depuis le lac artificiel de l'Évinos jusqu'à l'embouchure dans le golfe de Patras.
- un complexe lagunaire composée de la lagune de Missolonghi (en) (11 200 ha, la plus grande du pays), de la lagune Klísova (3 000 ha), d'Etolikó (en) (1 400 ha), de Paleopotámos, du nord de Klísova et de Tholí (800 ha) occupe la zone centrale. Ces paysages combinent l'action naturelle des deux fleuves et l'action humaine, la lagune de Klísova ayant par exemple été séparée de la lagune centrale de Missolonghi dans les années 1890[3].
- les Echinádes sont un archipel de vingt îles situé dans le prolongement de la plaine deltaïque de l'Achelóos. De par l'alluvionnement du fleuve, elles forment un écosystème intrinsèquement lié à celui du continent.
- les gorges de Kremastí, ainsi que celles de Klisoúra (el) plus au nord, sont situées dans le massif de l'Arákinthos (el). Leurs abrupts offrent un milieu naturel apprécié notamment des oiseaux de proie.
- au sud-est du parc, la montagne de Varásova (en) (914 m) s'élève vertigineusement entre l'Évinos et le golfe de Patras. Cette imposante masse calcaire habitée par des rapaces abrite la plupart de la flore endémique et rare du parc.
- la forêt de Lesíni, déclarée monument naturel par l'État grec en 1980, est essentiellement composée de frênes. Elle constitue le vestige des grandes étendues forestières qui couvraient la région avant le développement des activités agricoles.

Administrativement, le parc national relève de deux périphéries : les îles Ioniennes pour l'archipel des Echinádes et la périphérie de Grèce-Occidentale pour le reste de la zone protégée. Agrínio et Missolonghi, deux des trois plus grandes villes du district régional d'Étolie-Acarnanie, se situent aux portes du parc national. Patras, troisième ville de Grèce sise de l'autre côté du golfe, est distante de 15 km à vol d'oiseau et environ 30 minutes de voiture en passant par le pont Rion-Antirion.

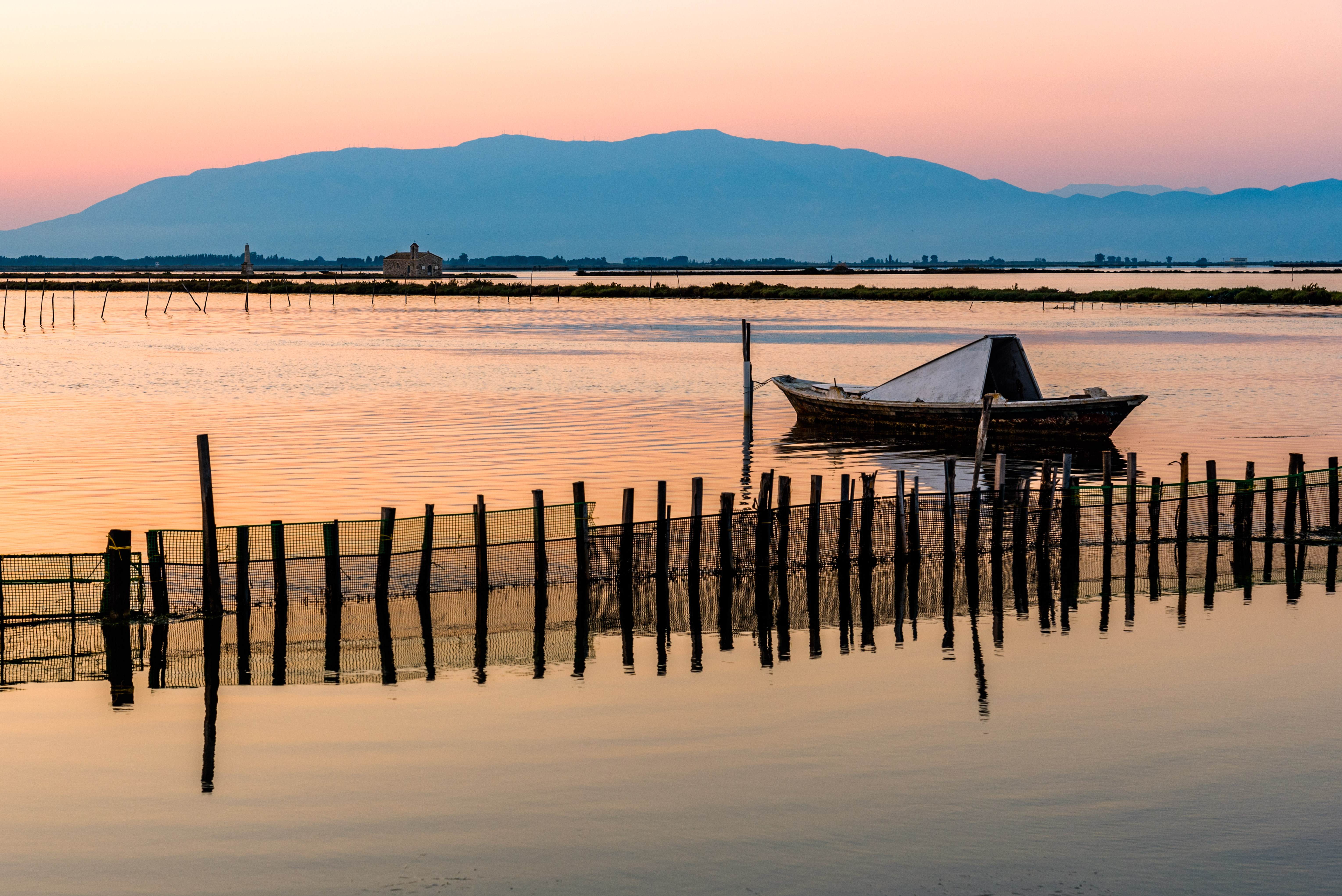
Lagune de Missolonghi au crépuscule.
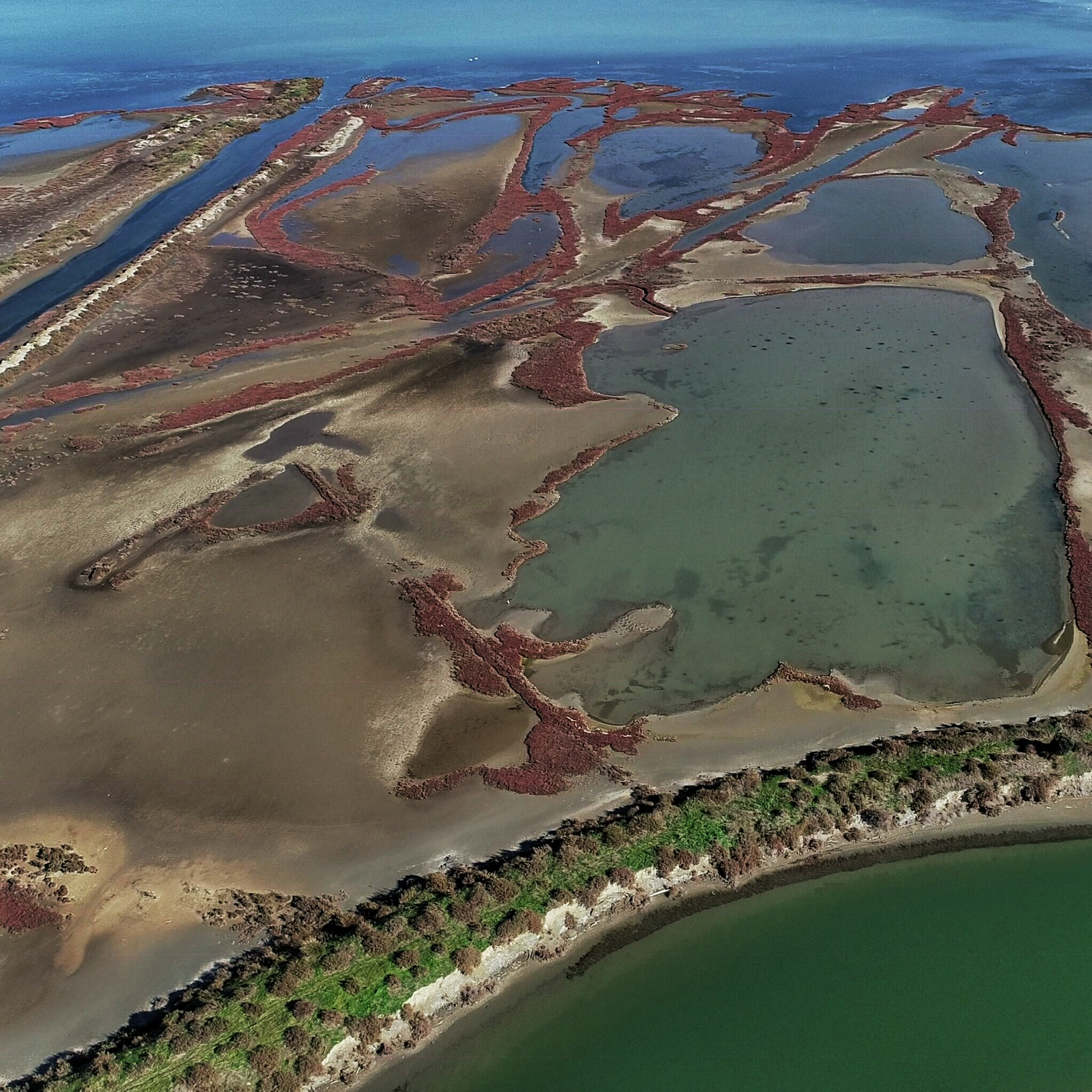
Paysages lagunaires de Klísova.
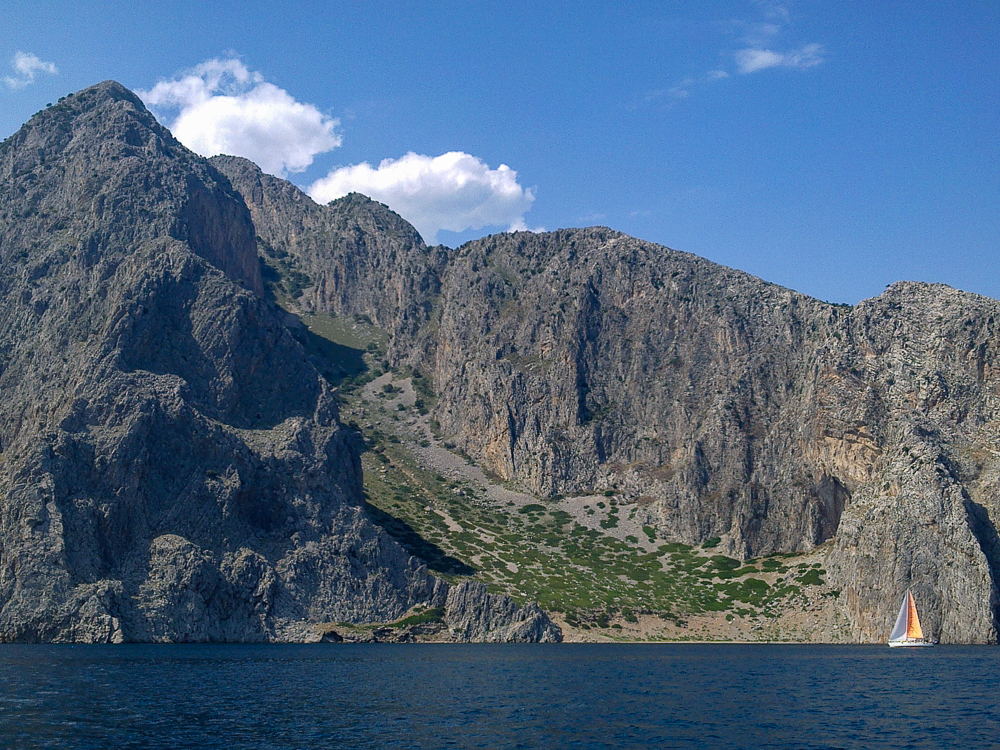
Montagne de Varásova vue depuis le sud-ouest.
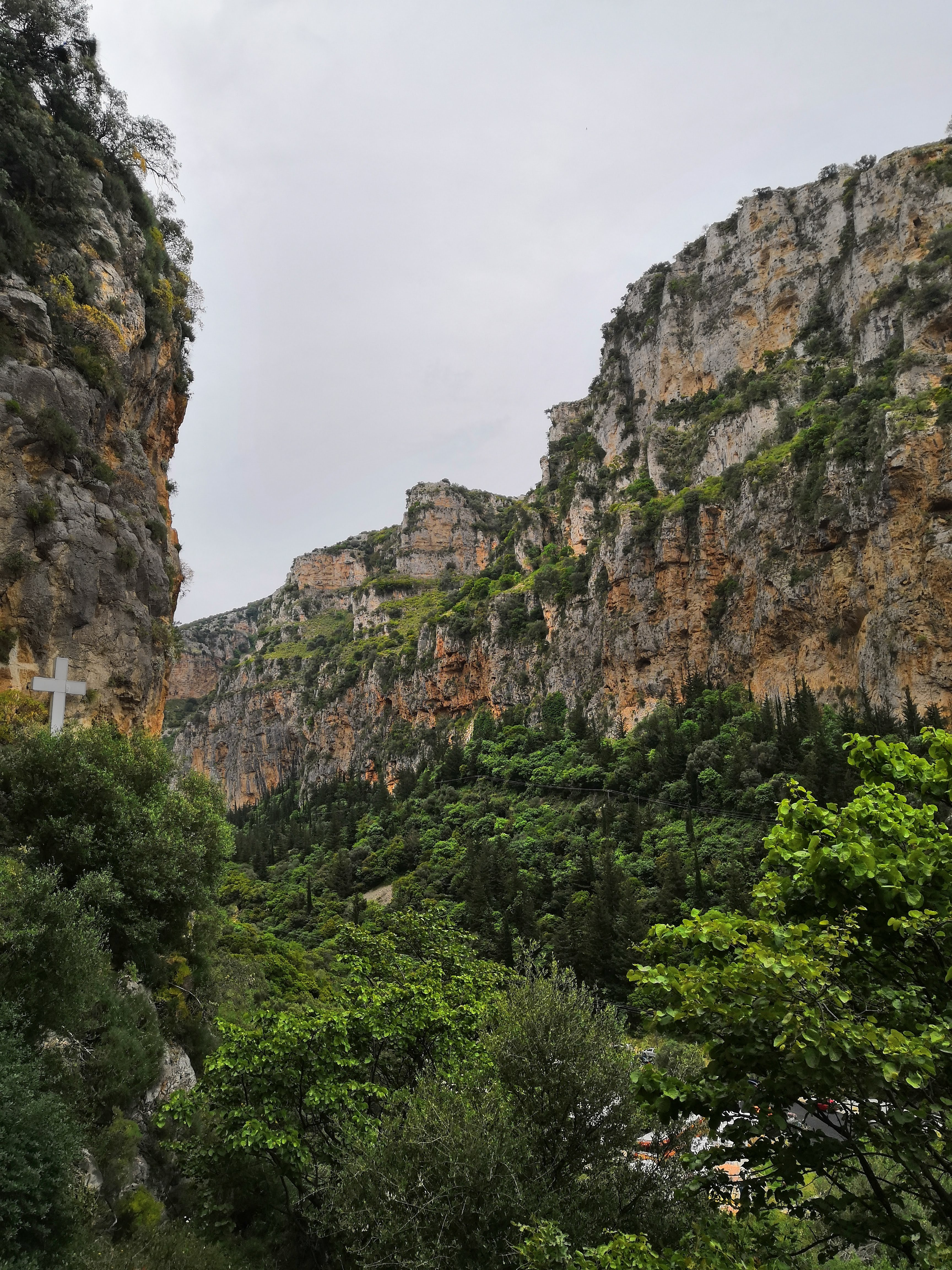
Gorges de Klisoúra.
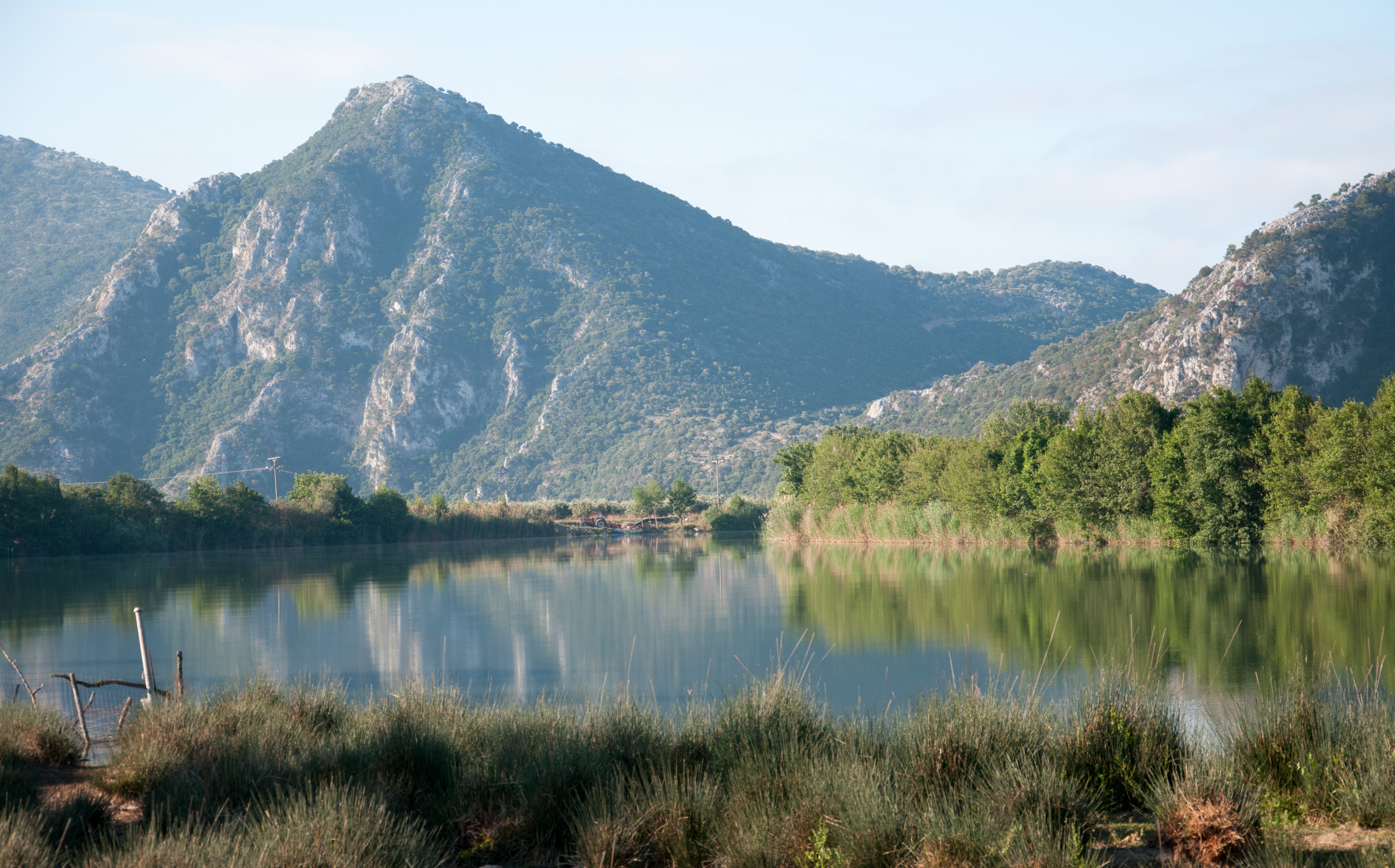
Cours inférieur de l'Achelóos.
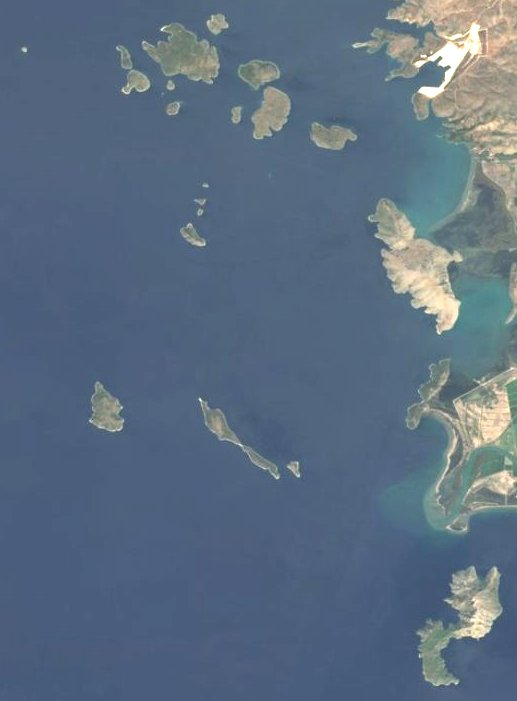
Vue satellite des îles Echinádes.

## Économie

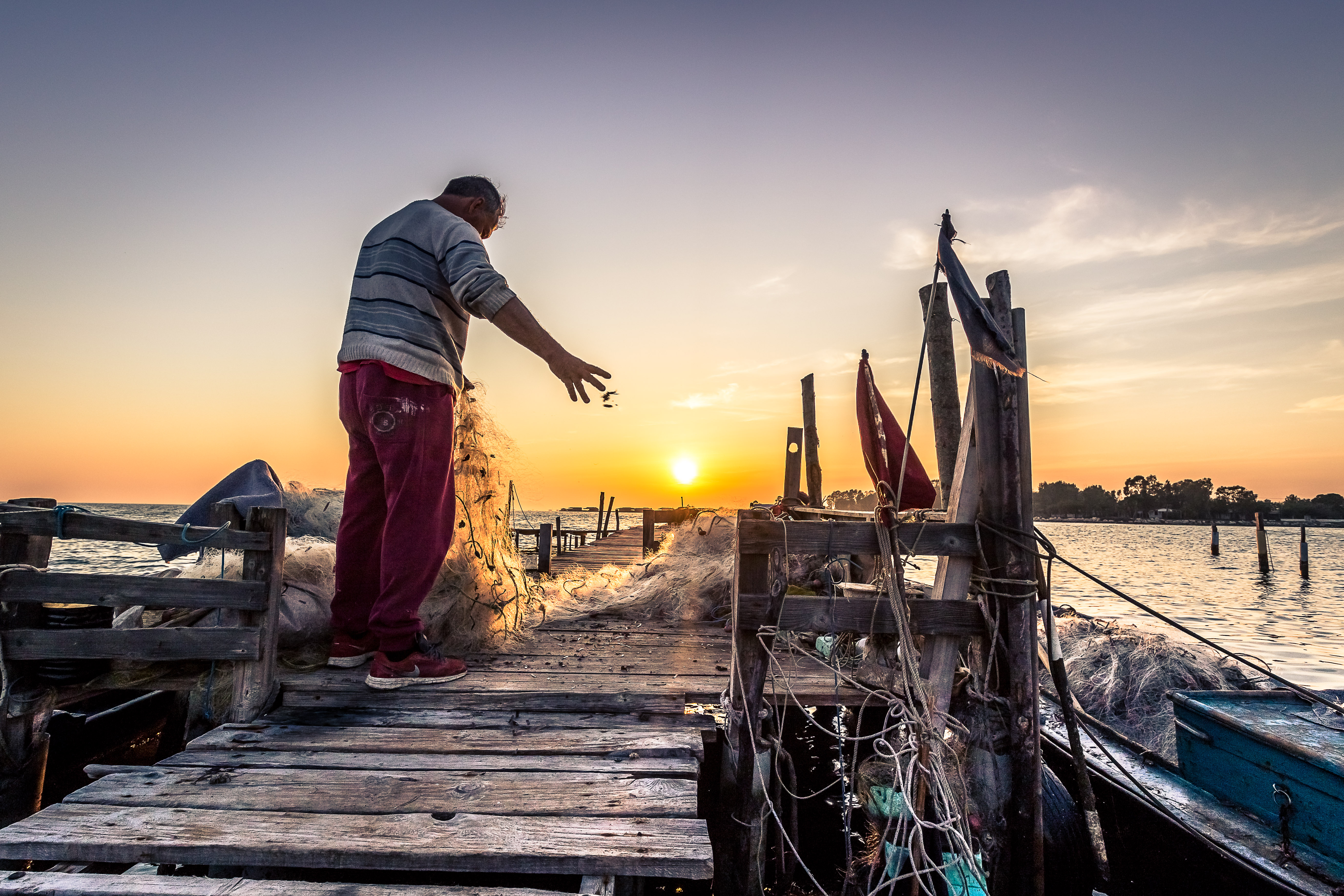
Pêcheur nettoyant ses filets, à l'aube, dans la lagune de Missolonghi.

La pêche et l'aquaculture représentent les activités économiques principales au sein du parc national. Dans les années 1960, le développement des fermes piscicoles fut fortement encouragé par l'État grec. En 2010, la production piscicole annuelle dans les lagunes de la région de Missolonghi s'élevait à 200 tonnes de poissons, principalement des mulets, des anguilles et des daurades royales. Les mulets servent notamment à la fabrication de la poutargue de Missolonghi, aussi appelée « caviar grec », qui bénéficie d'une appellation d'origine protégée. Comme la plupart des lagunes du pays, celles de Missolonghi appartiennent à l'État grec. Une petite partie est louée à des coopératives locales rassemblant environ 60 pêcheurs, le reste pouvant être exploité par les quelque 600 pêcheurs individuels. 
La saliculture occupe également une place importante dans l'économie locale. L'activité fut considérablement développée dans les années 1970 avec la création d'environ 1 200 ha de marais salants autour de Missolonghi produisant aujourd'hui plus de 80 % du sel marin en Grèce. Un musée du sel a ouvert ses portes en septembre 2020 dans le hameau de Tourlída.
L'élevage et l'agriculture, dont la culture de l'olivier, façonnent aussi les paysages de la région. Le tourisme demeure une activité de second ordre malgré la place importante de Missolonghi dans l'histoire moderne de la Grèce et plusieurs sites archéologiques à l'intérieur ou à proximité immédiate du parc national (Calydon, Œniadæ, Paleománina, Pleuron, Strátos).

## Protection
Le parc est confié à l'Organisme de gestion de la lagune de Missolonghi (Φορέας Διαχείρισης Λιμνοθάλασσας Μεσολογγίου), entité à statut privé créée sur décision ministérielle en 2003 et située à Etolikó,.
En 1975, les lagunes de Missolonghi ont été inscrites sur la liste des zones humides d'importance internationale relative à la convention de Ramsar de 1971. Plusieurs espaces de la région sont également inclus sur la liste des zones de protection spéciale (ZPS) pour les oiseaux et sur la liste des zones spéciales de conservation (ZSC) des habitats naturels du réseau Natura 2000. Enfin, le parc figure à l'inventaire des zones importantes pour la conservation des oiseaux de l'ONG Birdlife International.
En 1990, la pression anthropique liée notamment à l'irrigation a conduit la Grèce à demander le classement de la zone dans le Registre de Montreux de la convention de Ramsar,. Le cours de l'Évinos a connu de grands travaux de dérivation à la fin des années 1990 dans le but de fournir de l'eau potable à l'Attique. En outre, quatre barrages sur l'Achelóos construits entre 1966 et 1989 ont sensiblement modifié le régime hydrologique du fleuve au débit le plus élevé de Grèce, en évitant les crues les plus importantes et en limitant la quantité d'eau à l'embouchure. Le grand projet de dérivation de l'Achelóos vers la plaine de Thessalie, en partie réalisé avec la construction du barrage de Mesochóra (en) en 2001 et la réalisation partielle du barrage de Sykiá (en), laisse planer l'incertitude sur le devenir des écosystèmes de la plaine deltaïque de Missolonghi. Au centre de vifs débats depuis les années 1980, ce projet pharaonique qui prévoit la dérivation d’environ 600 000 000 m3 a été relancé en 2020 après avoir été gelé à plusieurs reprises.

## Faune

### Oiseaux
La région forme, avec les zones humides du parc national de Kotýchi-Strofyliá sur la rive sud du golfe de Patras, un réseau d'écosystèmes majeur sur les routes migratoires de nombreux oiseaux. Selon l'agence de gestion du parc, près de 270 espèces permanentes ou migratoires ont été recensées. Certaines sont inscrites sur la liste rouge de l'UICN en tant qu'espèces menacées, notamment le Fuligule milouin (Aythya ferina), la Tourterelle des bois (Streptopelia turtur), l'Aigle criard (Aquila clanga) et l'Aigle impérial (Aquila heliaca). D'autres sont considérées comme quasi menacées, en particulier le Pélican frisé (Pelecanus crispus), le Fuligule nyroca (Aythya nyroca), le Busard pâle (Circus macrourus), la Barge à queue noire (Limosa limosa), la Barge rousse (Limosa lapponica), le Bécasseau cocorli (Calidris ferruginea), le Bécasseau maubèche (Calidris canutus), le Vanneau huppé (Vanellus vanellus), le Vautour moine (Aegypius monachus), le Courlis cendré (Numenius arquata), le Faucon kobez (Falco vespertinus), le Pipit farlouse (Anthus pratensis), la Bécassine double (Gallinago media) et l'Huîtrier pie (Haematopus ostralegus),.

### Poissons
Selon l'inventaire ichtyologique de l'organisme de gestion du parc datant de 2016, 67 espèces de poissons ont été observées, plusieurs d'entre elles étant endémiques ou bénéficiant de mesures de conservation :
- Cobitis trichonica (en) (espèce menacée selon l'UICN[25]), Scardinius acarnicus (espèce quasi menacée[26]) et le Silure grec (Silurus aristotelis) sont endémiques du bassin versant de l'Achelóos. Tropidophoxinellus hellenicus (en) est également endémique du bassin de l'Achelóos et de celui du Pénée au nord-ouest du Péloponnèse[27] ;
- Rutilus panosi (en) est une espèce menacée de gardon endémique des lacs du bassin inférieur de l'Achelóos[28] ;
- Economidichthys trichonis (en) est une espèce menacée de gobie nain endémique de la région des lacs Trichonída et Lysimachía[29] ;
- Endémique de l'ouest de la Grèce et du sud de l'Albanie, Valencia letourneuxi[30] est inscrit sur la liste des 100 espèces les plus menacées au monde établie par l'UICN en 2012[31] ;
- l'Anguille d'Europe (Anguilla anguilla), la Carpe commune (Cyprinus carpio) et le Labre vert (Labrus viridis) sont des espèces menacées, la première étant même considérée en danger critique d'extinction.

### Autres espèces animales
19 espèces de reptiles ont été documentées à ce jour dans le parc national. Parmi elles, la Tortue bordée (Testudo marginata) est endémique de la Grèce et de l'Albanie. La Couleuvre à quatre raies (Elaphe quatuorlineata), la Cistude (Emys orbicularis) et la Tortue d'Hermann (Testudo hermanni) figurent également sur la liste des espèces quasi menacées établie par l'UICN. La Caouanne (Caretta caretta) et la Tortue verte (Chelonia Mydas), deux espèces marines menacées, font par ailleurs l'objet de programmes de conversation particuliers. 
S'ajoutent à l'inventaire 5 espèces d'amphibiens et plusieurs espèces d'invertébrés, dont le Cuivré des marais (Lycaena dispar). Certains mammifères menacés, comme le Murin de Capaccini (Myotis capaccinii), ou quasi menacés, comme la Loutre d'Europe (Lutra lutra), complètent l'inventaire des espèces animales notables du parc national.

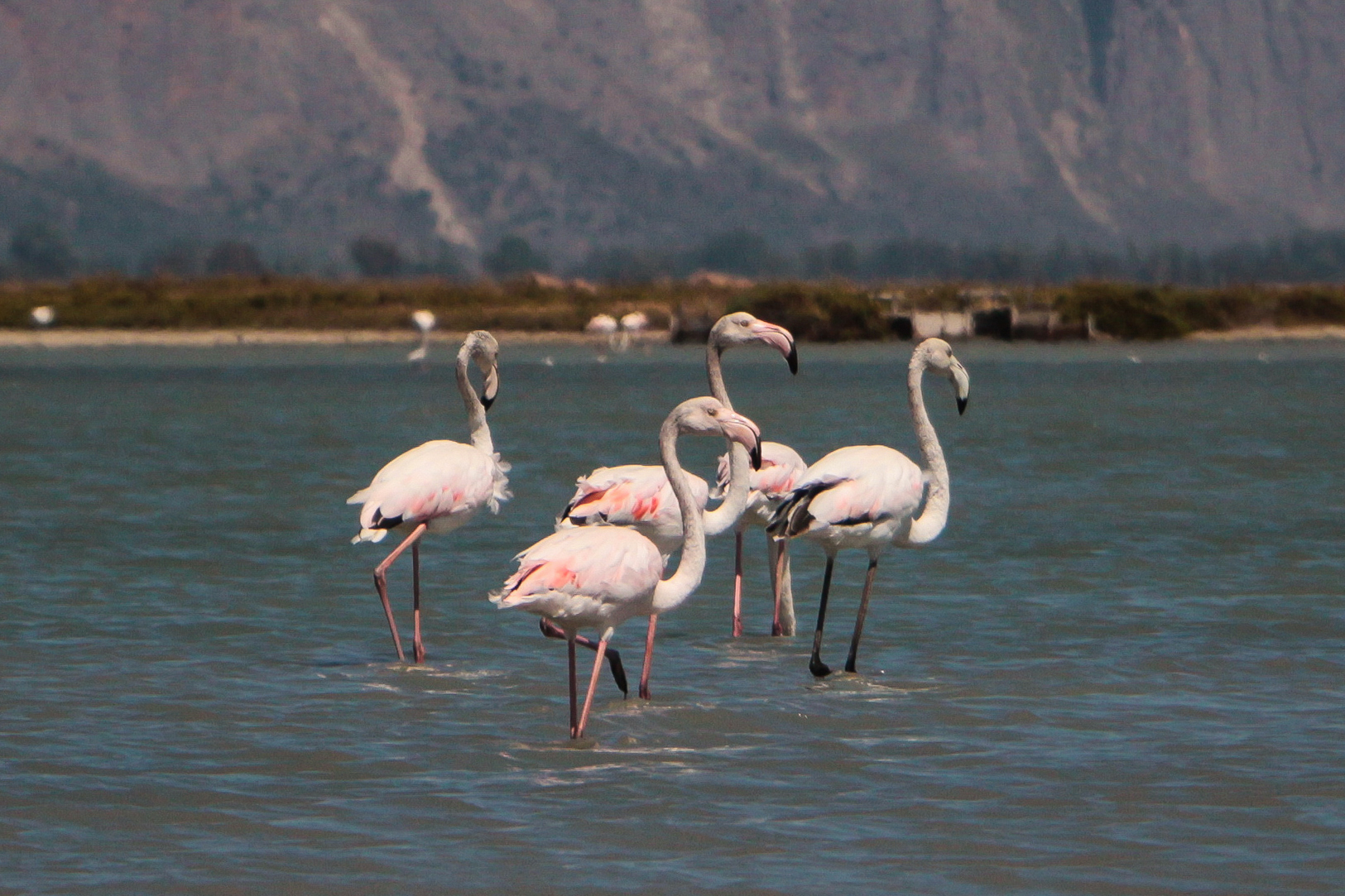
Flamants roses dans le lagon de Missolonghi.
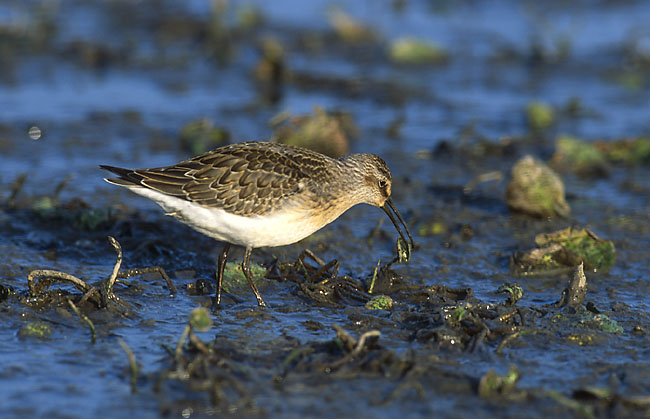
Bécasseau cocorli.
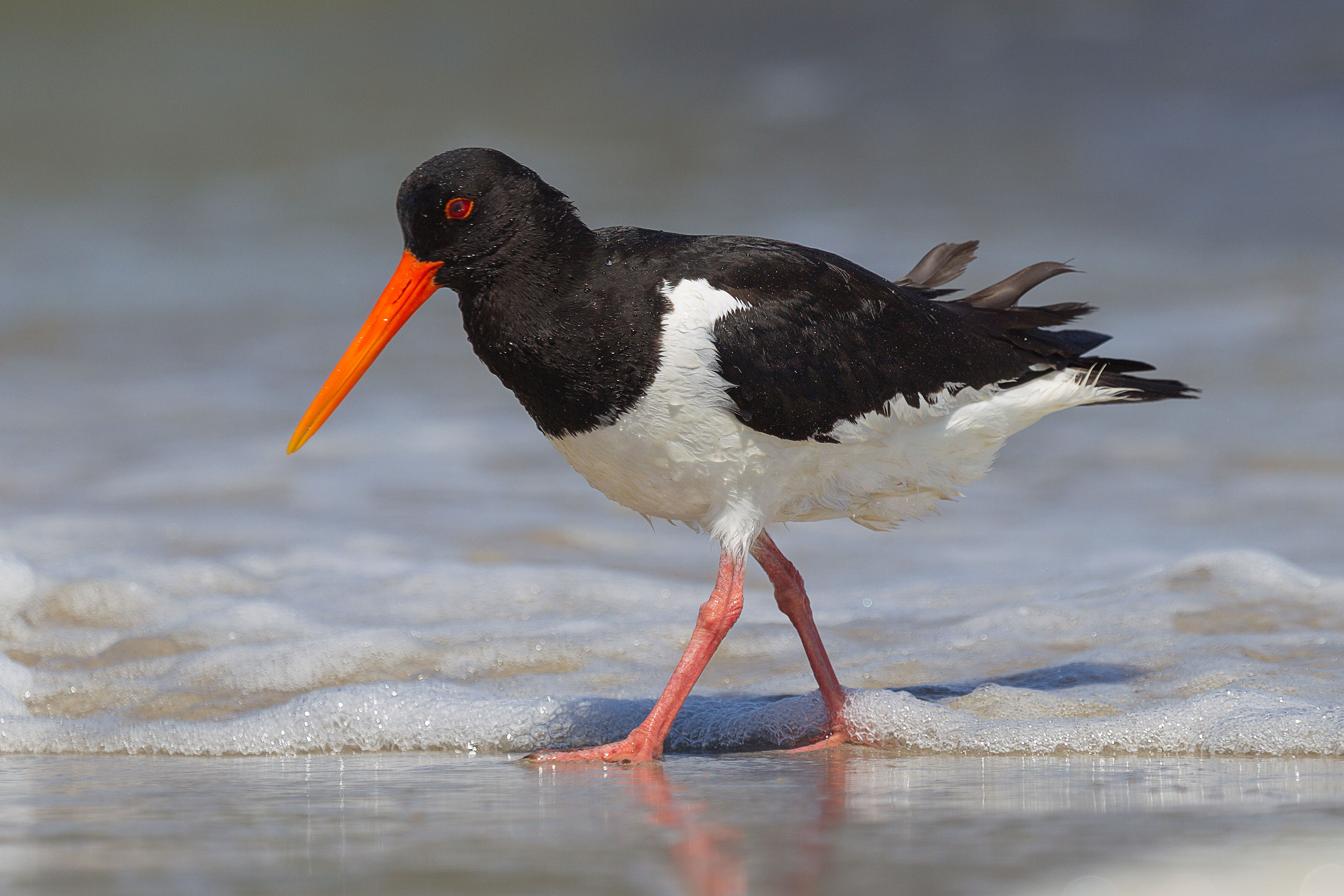
Huitrier pie.
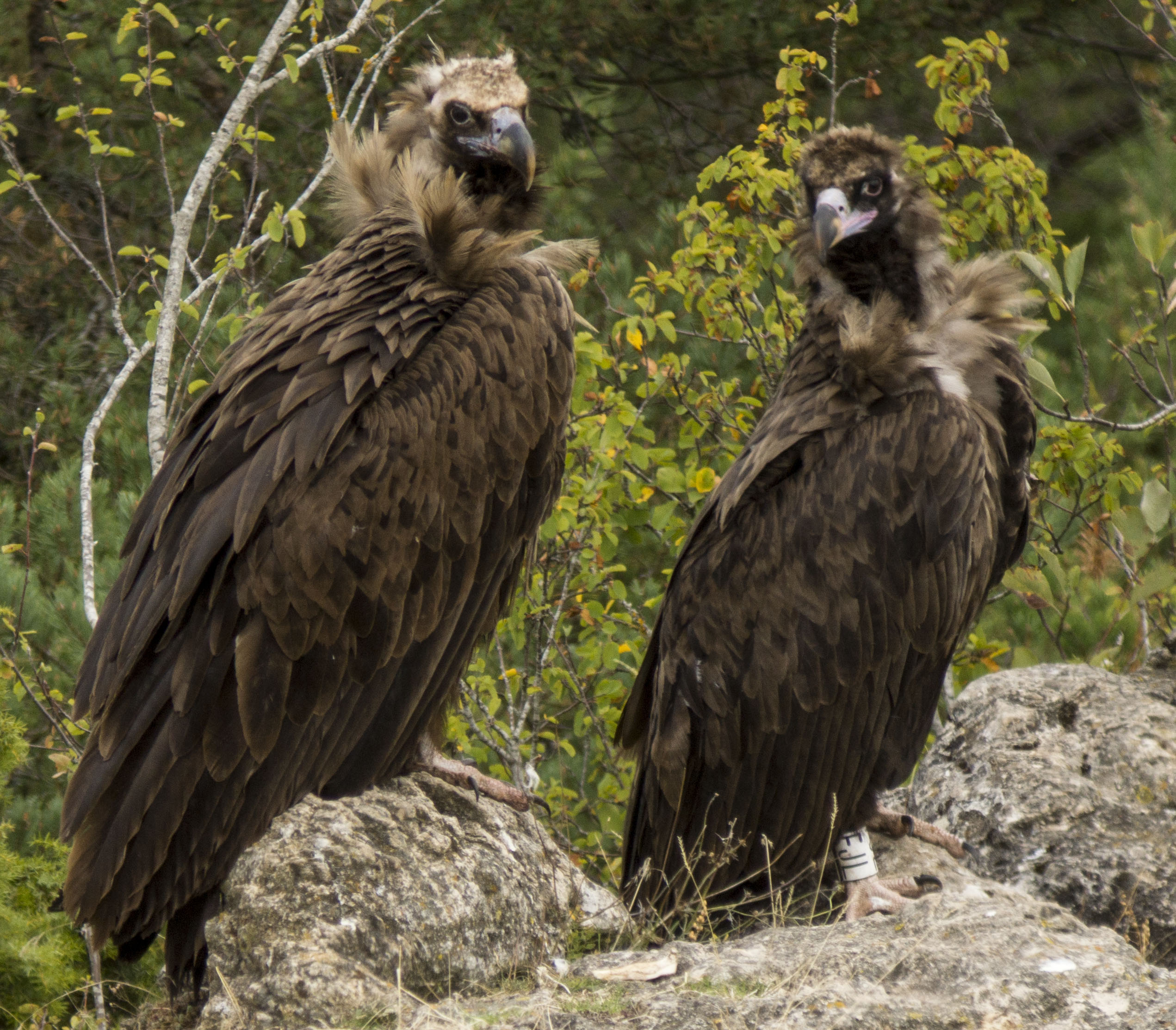
Vautours moine.
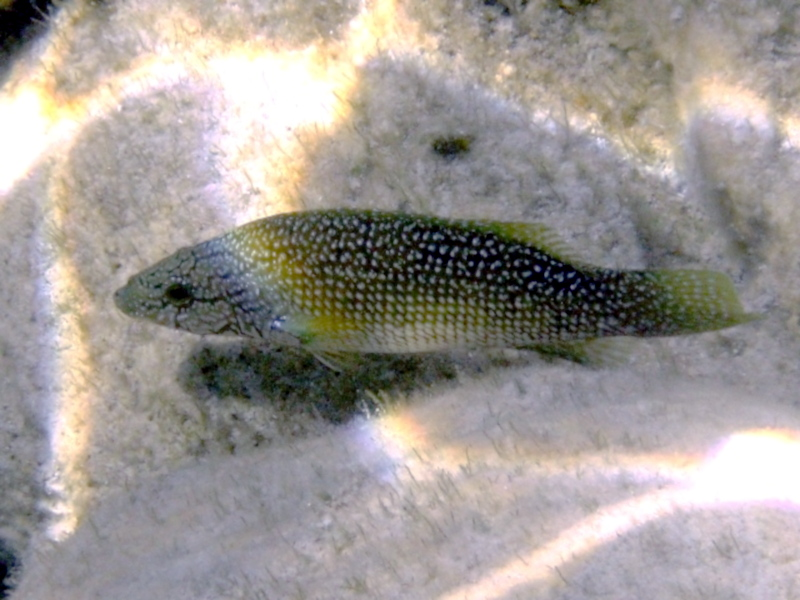
Labre vert.

## Flore
La flore du parc comprend une grande diversité d'espèces affectionnant particulièrement les zones humides, les sols saumâtres, les milieux dunaires et espaces côtiers méditerranéens.  
Trois espèces endémiques de centaurées poussent au sein du parc. Les gorges de Klisoúra et la colline de Kalichítsa constituent, avec les montagnes Noires dans le parc national de Kotýchi-Strofyliá, les seuls lieux d'observation connus à ce jour de Centaurea niederi, endémique de la Grèce-Occidentale et menacée. Centaurea heldreichii, en danger critique d'extinction selon l'UICN, est endémique de la montagne de Varásova et alentours, tandis que Centaurea aetolica ne pousse que sur la côte septentrionale du golfe de Patras.
Parmi les autres plantes particulièrement notables, on retrouve : 
- Teucrium halacsyanum, une espèce de germandrées endémique de l'ouest de la Grèce continentale[41] ;
- Asperula chlorantha, une espèce d'aspérules endémique de l'ouest de la Grèce et du sud de l'Albanie ;
- Stachys parolinii, une espèce d'épiaires endémique de l'ouest de la Grèce et du sud de l'Albanie ;
- Ophrys argolica, une espèce d'orchidées endémique du sud de la Grèce continentale et menacée[42] ;
- L'œillet fasciculé (Petrorhagia fasciculata), endémique de l'ouest de la Grèce et de Crète ;
- Deux sous-espèces endémiques, Malcolmia graeca ssp. bicolor, observable en Grèce et dans le sud de l'Albanie, ainsi que Fritillaria ionica ssp. reiseri, dont la distribution géographique est limitée aux îles Ioniennes et à la Grèce centrale.

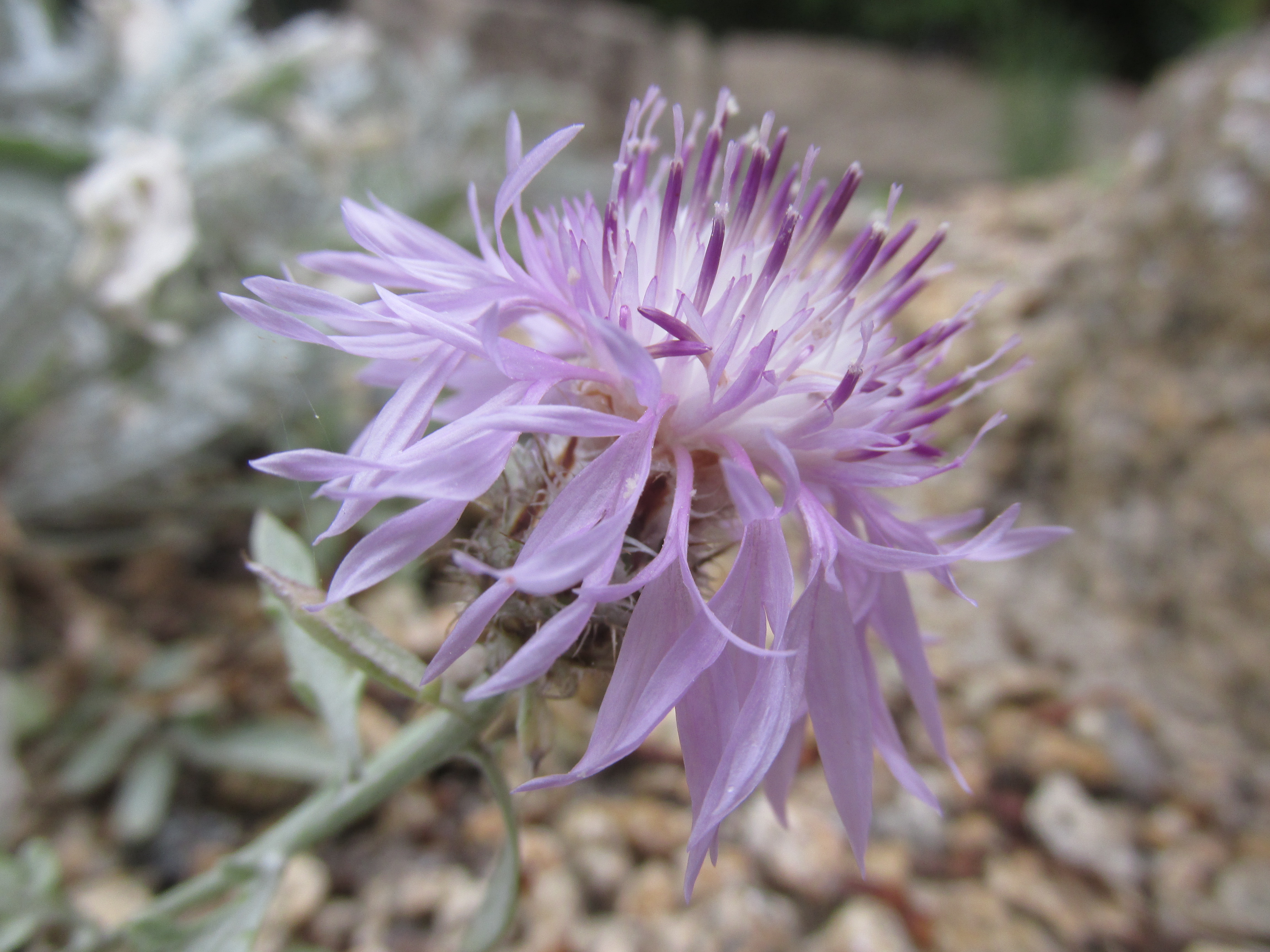
Centaurea niederi.
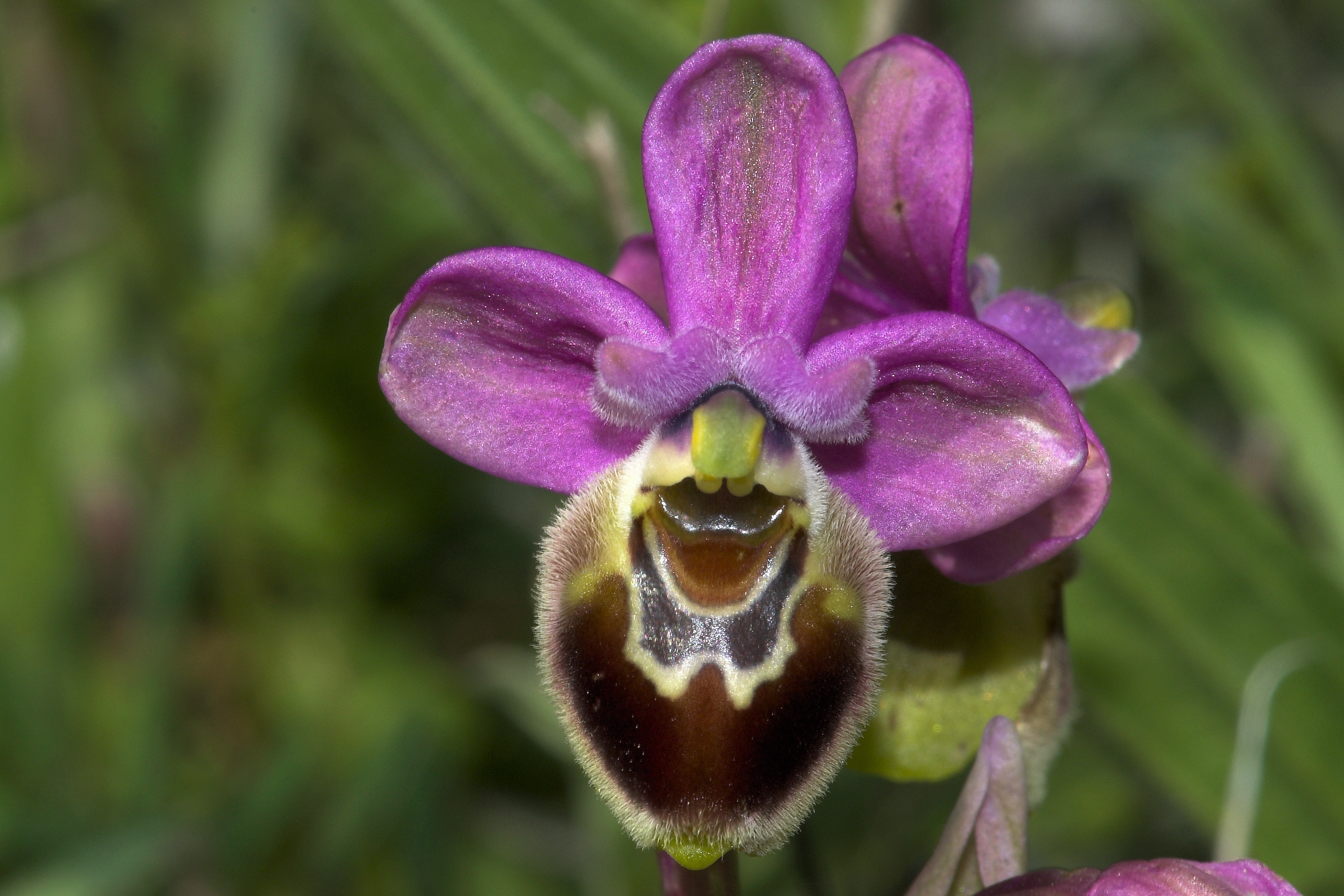
Ophrys argolica.
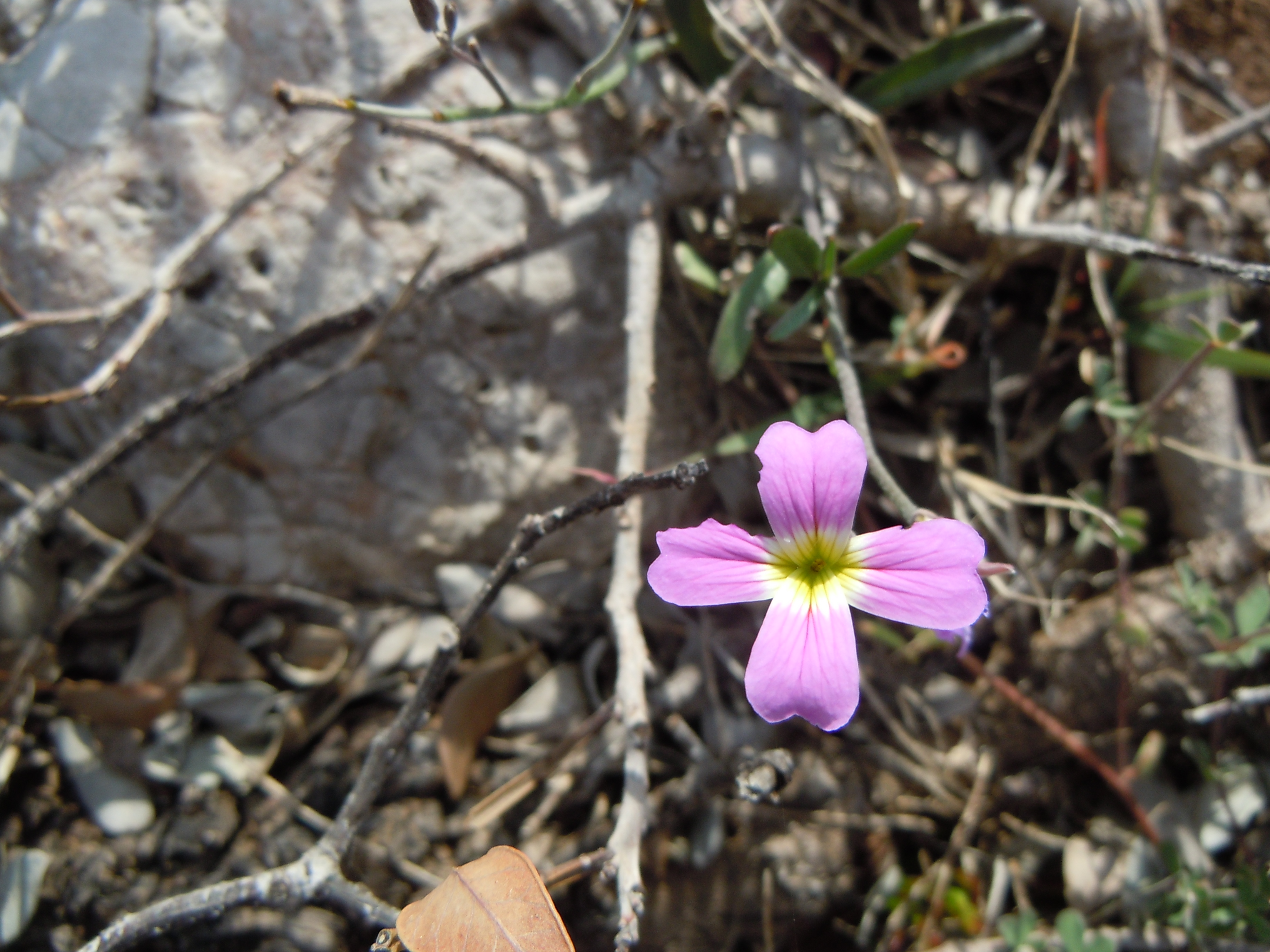
Malcolmia graeca.